# Eduard Hula
Eduard Hula (* 25. September 1862 in Prag; † 26. September 1902 in Wien) war ein österreichischer klassischer Archäologe.
Hula studierte an der Universität Wien Klassische Philologie, Archäologie und Epigraphik. Anschließend arbeitete er zehn Jahre lang als Gymnasiallehrer der Alten Sprachen in Brünn und Wien. Neben dieser Tätigkeit beschäftigte er sich intensiv mit Archäologie und unternahm Studienreisen nach Italien, Griechenland und Kleinasien, teilweise im Auftrag der Kaiserlichen Akademie der Wissenschaften. Am 1. August 1901 wurde er zum Sekretär des Österreichischen Archäologischen Instituts ernannt. Ein Jahr später starb er nach langer Krankheit. Er wurde am Wiener Zentralfriedhof bestattet.